# Stelio Mattioni
Stelio Mattioni (Trieste, 9 settembre 1921 – Trieste, 16 settembre 1997) è stato uno scrittore italiano, fra i più noti nella Trieste degli ultimi decenni del XX secolo.

## Percorso umano e letterario

### Gli inizi
Si impiega giovanissimo nella raffineria di petrolio Aquila. Richiamato alle armi nel corso della seconda guerra mondiale, viene inviato prima in Jugoslavia (1941), poi in Africa, dove viene fatto prigioniero dagli inglesi e rinchiuso in un campo di concentramento. Al termine del conflitto, decorato con una croce di guerra, viene nuovamente assunto dall'azienda Aquila (1946), dove rimarrà fino al termine della propria vita lavorativa, prima come impiegato, poi con funzioni dirigenziali. Nel 1956 pubblica, con l'editore Schwarz di Milano, una raccolta di poesie, La città perduta, e inizia a frequentare il mondo letterario della sua città, all'epoca ricco di fermenti vitali e di personalità prestigiose, fra cui Umberto Saba, Pier Antonio Quarantotti Gambini, Giani Stuparich e Virgilio Giotti. Non troppo soddisfatto delle proprie creazioni poetiche, che pur suscitano l'interesse e l'apprezzamento di Anita Pittoni, Bobi Bazlen e di altri intellettuali triestini, decide di imboccare la strada della narrativa.

### Gli anni della maturità espressiva
Nel 1962 vince il premio Settembrini-Mestre con un libro di racconti, Il sosia, pubblicato da Einaudi. Seguirà una serie di romanzi, tutti editi dalla casa editrice Adelphi, primo fra tutti Il re ne comanda una (1968), che si inserisce fra i primi cinque finalisti per il Premio Selezione Campiello, poi Palla avvelenata (1971), Vita col mare (1973), La stanza dei rifiuti (1976) e Il richiamo di Alma (1980). Anche con quest'ultima creazione Mattioni concorre al Premio Selezione Campiello arrivando in finale.
Collabora all'epoca anche con la RAI (per cui scriverà un dramma radiofonico, Il gallo canta a tutte le ore) e diviene uno degli animatori del Circolo della Cultura e delle Arti della sua città. Allo scrittore verrà affidata in quegli anni dal Comune di Trieste l'organizzazione di molti eventi di prestigio fra cui le commemorazioni per il cinquantesimo anniversario della morte di Italo Svevo (1978) e quelle per il centenario della nascita di Umberto Saba (1983).
Negli anni ottanta e novanta pubblica altri romanzi, fra cui Il corpo (1985) e Sisina e il lupo (1993). Apprezzatissimo dalla critica è il saggio Storia di Umberto Saba, edito da Camunia (1989), di grande valore documentale per le numerose e interessanti testimonianze di prima mano raccolte da Mattioni e fornite dai molti amici e familiari, ancora in vita, legati al poeta. La sua ultima fatica letteraria, Tululù, uscita postuma nel 2002, chiude degnamente la vicenda umana e letteraria dello scrittore triestino.

## Mattioni e la tradizione letteraria triestina
Nei suoi romanzi Mattioni ama analizzare, con un linguaggio scabro ed essenziale, le vite di personaggi qualunque, immersi nella quotidianità e vittime di un malessere indefinito, legato spesso a una realtà atemporale che è loro estranea. Disincantato e apparentemente avulso dalla vicenda raccontata, lo scrittore lascia che il lettore si immerga in essa trovando dentro se stesso le risposte agli interrogativi che l'autore non può o non vuole dare. Spettatore più che protagonista, Mattioni lascia che la vicenda fluisca spontaneamente, senza l'apparente apporto del proprio creatore che pur è li, sempre presente, con la propria ironia, i propri dubbi, il desiderio di cogliere una realtà sempre inafferrabile e sfuggente, ma anche con una grande capacità di sognare, fantasticare.
Sono tematiche e stimoli questi che provengono da lontano, dai grandi protagonisti della letteratura triestina e mitteleuropea a cavallo fra Ottocento e Novecento, e in particolare da Svevo della cui eredità «Mattioni ha saputo fondere nel proprio stile molti elementi: il non lirismo,...l'ironia... la naturale sapienza nel salire dal piano realistico a quello fantastico,...e infine il "passo" del raccontare, sobrio anche nell'allucinato, asciutto e spedito anche nel grottesco, così congeniale a una città come Trieste......». Meno evidente forse, ma presente nella poetica dello scrittore è anche «Il suo legame con Kafka...nell'allestimento di storie sospese ed enigmatiche, nelle prospettive di una difficoltà di comprensione della vita nei suoi piani e nelle sue stratificazioni». Il parallelo con Kafka viene approfondito da Claudio Magris congiungendolo al richiamo a figure come Fernando Pessoa e Svevo: «egli si inserisce così in quella famiglia di impiegati-scrittori che ha indagato a fondo - con Kafka, Svevo o Pessoa - la demonica reticenza della vita e ha scavato nei grovigli del secolo ben più degli autori di eclatanti gesti vitalisti o trasgressivi».
Con Mattioni è scomparso uno dei protagonisti della cultura triestina del secondo dopoguerra, che pur continua a essere rappresentata degnamente da grandi scrittori, anche di formazione e interessi profondamente diversi fra di loro ma ascrivibili tutti a quella affascinante civiltà di frontiera prodotta dalla città giuliana e trasmessa al resto d'Italia e all'Europa.

## Libri pubblicati
- La città perduta, Milano, Schwarz, 1956
- Il sosia, Torino, Einaudi, 1962
- Il re ne comanda una, Milano, Adelphi, 1968; nuova edizione: Roma, Cliquot, 2019.
- Palla avvelenata, Milano, Adelphi, 1971
- Vita col mare, Milano, Adelphi, 1973
- La stanza dei rifiuti, Milano, Adelphi, 1976
- Il richiamo di Alma, Milano, Adelphi, 1980; nuova edizione: Roma, Cliquot, 2020.
- Piccole confessioni infedeli, Pordenone, Studio Tesi, 1981
- Dove, Milano, Spirali, 1984
- Il corpo, Milano, Spirali, 1985
- Tre poesie inedite, Edizioni del Tornasole, 1985
- Storia di Umberto Saba, Milano, Camunia, 1989
- Trieste Variété. Libro degli sberleffi, Trieste, B & MM Fachin, 1990
- Sisina e il lupo, Milano, Spirali, 1993
- Il mondo di Celso, Milano, Spirali, 1994
- Tululù, Milano, Adelphi, 2002
- Il testimonio, Trieste, Il ramo d'oro, 2003
- Memorie di un fumatore. Il romanzo di un uomo, di una vita, di una città, Trieste, MGS Press, 2009
- Dolodi, prefazione di Francesco De Nicola, Rovereto, Zandonai, 2011
- Interni con figure, introduzione di Cristina Benussi, prefazione di Chiara Mattioni, Trieste, EUT, 2011
- Di sé con gli altri, introduzione di Cristina Battocletti, biobibliografia di Chiara Mattioni, Macerata, Vydia, 2018
- La battaglia di Templenizza, introduzione di Riccardo Cepach, Macerata, Vydia, 2020